# Pierrefitte-Nestalas
Pierrefitte-Nestalas ist eine französische Gemeinde mit 1101 Einwohnern (Stand 1. Januar 2022) im Département Hautes-Pyrénées in der Region Okzitanien. Administrativ ist sie dem Arrondissement Argelès-Gazost und zum Kanton La Vallée des Gaves zugeteilt.

## Geographie
Die Gemeinde liegt in den Pyrenäen, in der historischen Provinz Bigorre, rund 17 Kilometer südlich von Lourdes.
Nachbargemeinden von Pierrefitte-Nestalas sind:
- Adast im Norden,
- Beaucens im Nordosten,
- Villelongue im Südosten
- Soulom im Süden,
- Uz im Westen und
- Saint-Savin im Nordwesten.

Pierrefitte-Nestalas liegt an der Einmündung des Flusses Gave de Cauterets in den Gave de Pau, der hier auch noch Gave de Gavarnis genannt wird.

## Bevölkerungsentwicklung
| Jahr      | 1968 | 1975 | 1982 | 1990 | 1999 | 2009 |
| Einwohner | 2054 | 1619 | 1527 | 1322 | 1260 | 1300 |

## Sehenswürdigkeiten
- Église Saint-Pierre, Kirche aus dem 14. Jahrhundert – Monument historique[1]
- Bénitier de Nestolas, Weihwasserbecken aus dem 16. Jahrhundert – Monument historique[2]